# Hannover CL.III
L'Hannover CL.III fu un biplano biposto monomotore sviluppato dall'azienda aeronautica tedesco imperiale Hannoversche Waggonfabrik AG negli anni dieci del XX secolo e prodotto, oltre che dalla stessa, sul licenza dalla Luftfahrzeug-Gesellschaft (LFG).
Impiegato principalmente dalla Luftstreitkräfte, la componente aerea del Deutsches Heer (l'esercito imperiale tedesco), durante la fase finale della prima guerra mondiale nel ruolo di caccia di scorta e aereo da attacco al suolo, rimase in servizio fino al termine del conflitto e, successivamente, in Lettonia dalla Latvijas Gaisa spēki.

## Storia del progetto
Dopo che la Hannoversche Waggonfabrik aveva sviluppato l'Hannover CL.II, inizialmente progettato come caccia di scorta, ma sempre più frequentemente utilizzato come aereo da attacco al suolo, l'Idflieg (l'ispettorato dell'aviazione dell'esercito) ne richiese un ulteriore sviluppo specificatamente più adatto a ricoprire quest'ultimo ruolo.
Il progetto, riassegnato dall'azienda al direttore del suo ufficio tecnico ingegner Hermann Dorner, riproponeva l'impostazione generale del suo predecessore, un monomotore in configurazione traente con velatura biplana e carrello fisso dall'aspetto compatto, grazie all'ala superiore molto vicina alla fusoliera, e dall'anticonvenzionale impennaggio biplano, intervenendo però sull'ala superiore dotandola di alettoni dalla maggiore superficie allo scopo di aumentarne ulteriormente la manovrabilità a bassa quota, miglioria necessaria per salvaguardare maggiormente velivolo ed equipaggio in quel contesto operativo. Rispetto al CL.II venne adottato anche un diverso propulsore anche se della medesima architettura a 6 cilindri in linea, il Mercedes D.III da 160 CV (118 kW), ritenuto più efficiente del seppur più potente Argus As.III adottato dal suo predecessore.
In questa configurazione il prototipo del CL.III venne portato in volo per la prima volta verso la fine del 1917 e, una volta valutato dalla commissione esaminatrice dell'Idflieg il 23 febbraio 1918, venne ritenuto idoneo al servizio richiedendone l'immediato avvio alla produzione in serie. Venne sottoscritto un iniziale contratto di fornitura per 200 esemplari, tuttavia la disponibilità del Mercedes D.III era limitata in quanto l'Idflieg aveva ordinato che la sua installazione fosse destinata con priorità ai modelli D-Typ, così com'erano identificati i caccia biplani in base al sistema di designazione adottato. Data la necessità di equipaggiare al più presto le proprie Schlachtstaffeln pur riducendo il contratto con la Hannoversche Waggonfabrik a sole 80 unità venne ordinato di concedere una licenza di produzione alla Luftfahrzeug-Gesellschaft (LFG), incaricata di realizzarne una versione equipaggiata con l'Argus As.III maggiormente disponibile, versione che fu identificata come CL.IIIa.
Nel corso del 1918 venne avviato un'ulteriore evoluzione del modello che avrebbe dato origine a due nuove versioni rimaste entrambe alle prime fasi di sviluppo. La prima, identificata come CL.IIIb, venne presumibilmente realizzata tramite la conversione da una cellula già esistente, versione dall'apertura alare maggiorata, caratterizzato dal collegamento tra le due ali tramite due coppie per lato, anziché una sola coppia, di montanti, ed equipaggiato con un motore sperimentale Nationale Automobil-Gesellschaft (NAG) da 190 CV. Una seconda versione, identificata come CL.IIIc o CL.IIIe, anche questa conversione da una cellula già esistente, presentava una simile configurazione alare a due coppie di montanti.
Al termine della produzione, interrotta per la conclusione del conflitto, gli esemplari prodotti si attestarono sulle 617 unità, 80 realizzate dalla Hannoversche Waggonfabrik e 537 dalla LFG.

## Impiego operativo
Il CL.III venne assegnato ai Schlachtstaffeln, reparti di attacco al suolo della Luftstreitkräfte, dai primi mesi del 1918, operando in missioni di bombardamento tattico in cooperazione con le truppe di terra del Deutsches Heer sul fronte occidentale e rimanendo nei reparti di prima linea fino al termine della prima guerra mondiale.
Al termine del conflitto, in ottemperanza a quanto imposto dal Trattato di Versailles del 1919, la quasi totalità dei velivoli in dotazione all'aviazione militare tedesca venne distrutta o ceduta come risarcimento alle nazioni vincitrici. Sono noti almeno un esemplare con distintivi di identificazione britannici, presumibilmente un esemplare catturato e testato durante le fasi finali del conflitto, mentre due sono gli esemplari noti acquisiti nel corso degli anni venti dalla Lettonia.
Questi ultimi furono un CL.IIIa, acquistato nel marzo 1920 in Germania, ed un non identificato CL.III ricostruito durante il 1923 nell'officina riparazioni dell'istituto nazionale delle Poste e Telegrafi di Riga, il precursore della VEF (Valsts elektrotehniskā fabrika). Impiegati nei reparti di ricognizione della Latvijas Gaisa spēki, identificati rispettivamente con il numero distintivo di "21" e "7", il primo trovò impiego operativo nell'ambito della guerra d'indipendenza lettone assegnato alla ricognizione aerea sul fronte orientale rimanendo in servizio almeno fino al 1928.

## Versioni
CL.III
versione equipaggiata con un motore Mercedes D.III da 160 PS (118 kW) realizzata in 80 esemplari.
CL.IIIa
versione prodotta su licenza dalla Luftfahrzeug-Gesellschaft (LFG) equipaggiata con un motore Argus As.III da 180 PS (132 kW) realizzata in 537 esemplari.
CL.IIIb
prototipo, conversione da una cellula già esistente, versione dall'apertura alare maggiorata, caratterizzato dalla velatura biplana a due coppie per lato di montanti, ed equipaggiato con un motore Nationale Automobil-Gesellschaft (NAG) da 190 PS, realizzata in un solo esemplare.
CL.IIIc (o e)
prototipo, conversione da una cellula già esistente, realizzato in un solo esemplare.

## Utilizzatori
Germania
- Luftstreitkräfte

 Lettonia
- Latvijas Gaisa spēki